# Warszawa. Tribute to Joy Division
Warszawa: Tribute to Joy Division – wydany w 2007 roku album z coverami utworów zespołu Joy Division nagranymi przez 15 polskich zespołów alternatywnej sceny rockowej.

## Lista utworów
1. "A Means To An End" – One Million Bulgarians
2. "Transmission" – DHM
3. "Isolation" – Agressiva 69
4. "Atmosphere" – NOT
5. "Koniec kryzysu" – Pustki
6. "Colony" – Nut Cane Lizzy
7. "New Dawn Fades" – Jolanta Kossakowska
8. "Digital" – Organizm
9. "Warszawa" – Masala
10. "Heart and Soul" – Tymon & The Transistors
11. "Love Will Tear Us Apart" – Wundergraft
12. "Wilderness" – Jakub Wandachowicz
13. "Ice Age" – Komety
14. "She’s Lost Control" – Ścianka
15. "Ceremony" – New York Crasnals